# Summerfield (Illinois)
Summerfield é uma vila localizada no estado americano de Illinois, no Condado de St. Clair.

## Demografia
Segundo o censo americano de 2000, a sua população era de 472 habitantes.
Em 2006, foi estimada uma população de 485, um aumento de 13 (2.8%).

## Geografia
De acordo com o United States Census Bureau tem uma área de
1,1 km², dos quais 1,1 km² cobertos por terra e 0,0 km² cobertos por água.

## Localidades na vizinhança
O diagrama seguinte representa as localidades num raio de 12 km ao redor de Summerfield.